# ميخائيل كارد
ميخائيل كارد (بالإنجليزية: Michael Card)‏ هو كاتب أغاني ومغني أمريكي، ولد في 11 أبريل 1957.

## وصلات خارجية
- ميخائيل كارد على موقع ميوزك برينز (الإنجليزية)
- ميخائيل كارد على موقع أول ميوزيك (الإنجليزية)
- ميخائيل كارد على موقع ديسكوغز (الإنجليزية)